# 2018-19년 질롱 코리아 시즌
2018-19년 질롱 코리아 시즌은 질롱 코리아가 호주프로야구리그에 참가한 첫 시즌이다. 구대성 감독이 팀을 이끌었고, 이용욱이 주장을 맡았다. 팀은 사우스웨스트 디비전의 4팀 중 최하위, 전체 8팀 중 최하위에 머물러 포스트시즌 진출에 실패했다.

## 코치
- 유용목, 하상은, 안재백, 정병수, 최준석

## 타이틀

### 리그 1위
- 출장(타자): 권광민 (40)
- 출장(투수): 류기훈 (21)
- 사우스웨스트디비전 완투: 장진용 (1)

### 팀 내 1위
- 출장(타자): 권광민 (40)
- 타수: 권광민 (130)
- 득점: 노학준 (16)
- 안타: 노학준 (35)
- 2루타: 권광민, 노학준 (9)
- 3루타: 노학준 (1)
- 홈런: 권광민 (6)
- 타점: 권광민 (20)
- 루타: 권광민 (55)
- 볼넷: 조한결 (14)
- 도루: 노학준 (12)
- 출루율: 노학준 (0.322)
- 장타율: 권광민 (0.423)
- 타율: 노학준 (0.267)
- OPS: 노학준 (0.696)
- 다승: 김병근, 장진용 (3)
- 평균자책점: 장진용 (4.15)
- 출장(투수): 류기훈 (21)
- 선발등판: 장진용 (9)
- 완투: 장진용 (1)
- 세이브: 허건엽 (3)
- 이닝: 장진용 (56.1)
- 탈삼진: 김진우 (51)
- 이닝 당 출루허용률: 장진용 (1.26)
- 홀드: 이재곤 (1)
- 마무리등판: 허건엽 (7)

## 선수단
- 선발투수: 이재곤, 장진용, 김진우
- 구원투수: 류기훈, 김병근, 권휘, 박지웅, 이상학, 배진선
- 마무리투수: 허건엽, 길나온, 구대성
- 포수: 임태준, 한성구
- 1루수: 신승원, 국대건
- 2루수: 임종혁
- 유격수: 박휘연, 이주호
- 3루수: 김승훈, 유용목
- 좌익수: 조한결, 이용욱, 우동균, 장민도, 서지호
- 중견수: 노학준
- 우익수: 권광민
- 지명타자: 최준석, 최윤혁

## 여담
- 질롱 코리아가 치른 첫 경기는 2018년 11월 15일 시드니 블루삭스와의 경기였다. 이날 선발등판한 장진용이 팀 사상 첫 등판 투수이자 첫 패전 투수가 되었다. 가장 먼저 타석을 소화한 타자는 1번 타자 노학준이었으나 삼진으로 물러났고, 다음 타자 조한결이 볼넷으로 출루하여 1호 출루의 주인공이 되었다. 1호 안타 겸 1호 득점은 김승훈, 1호 장타 겸 1호 타점은 이용욱이 만들어냈다.
- 장진용은 2018년 11월 22일 퍼스 히트와의 경기에서 구단 사상 첫 승리투수가 되었다.
- 2018년 11월 29일 멜버른 에이시스와의 경기에서 이재곤이 팀의 1호 홀드, 허건엽이 팀의 1호 세이브를 기록했다. 참고로 이재곤의 이 홀드가 이 시즌 팀의 유일한 홀드였다.
- 2019년 2월 25일 김진우가 멕시칸 리그의 술탄네스 데 몬테레이에 입단하게 되어 팀의 첫 프로 진출 선수가 되었다.
- 2019년 8월 29일 노학준과 권휘가 각각 NC 다이노스와 두산 베어스에 육성선수로 입단하여 팀의 2, 3번째 프로 진출 선수가 되었다. 첫 사례인 김진우는 질롱 코리아 입단 이전 KBO 리그 KIA 타이거즈에서 뛰었던 바 있어 엄밀히 말하면 프로에 복귀한 것이고, 질롱 코리아에서 프로 진출을 생애 처음 경험한 사례는 노학준과 권휘가 최초다.

## 같이 보기
- 2019-20년 질롱 코리아 시즌
- 2019-20년 오클랜드 투아타라 시즌